# Кедайняй (станция)
Кедайняй (лит. Kėdainiai) — железнодорожная станция Литовских железных дорог, расположенная в центральной Литве, в городе Кедайняй, в Кедайнском районе Каунасского уезда, на железнодорожных линиях Вильнюс–Клайпеда и Каунас–Клайпеда.

## История
Строительство железнодорожной станции началось в 1871 году. Вокзал был открыт в 1875 году, ему был присвоен третий класс, вокзал был расположен на железнодорожной линии Лиепая–Ромны. Поезда курсировали в Вильнюс, Шяуляй, Санкт-Петербург и Лиепаю.
30 июля 1944 года, во время отступления, немецкие войска взорвали здание вокзала.
В 1998 году здание вокзала было отремонтировано.
24 января 2022 года на вокзале загорелся кофейный аппарат. Из-за нанесённого пожаром ущерба в зале ожидания был проведён ремонт.

## Маршруты
Имеется железнодорожное сообщение с Клайпедой, Шяуляем, Каунасом и Вильнюсом.

## Изображения

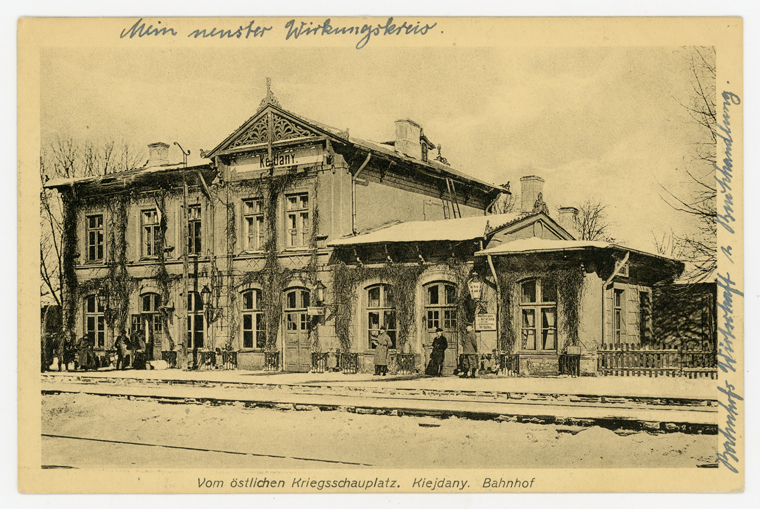
Вокзал в 1915–1916 годах
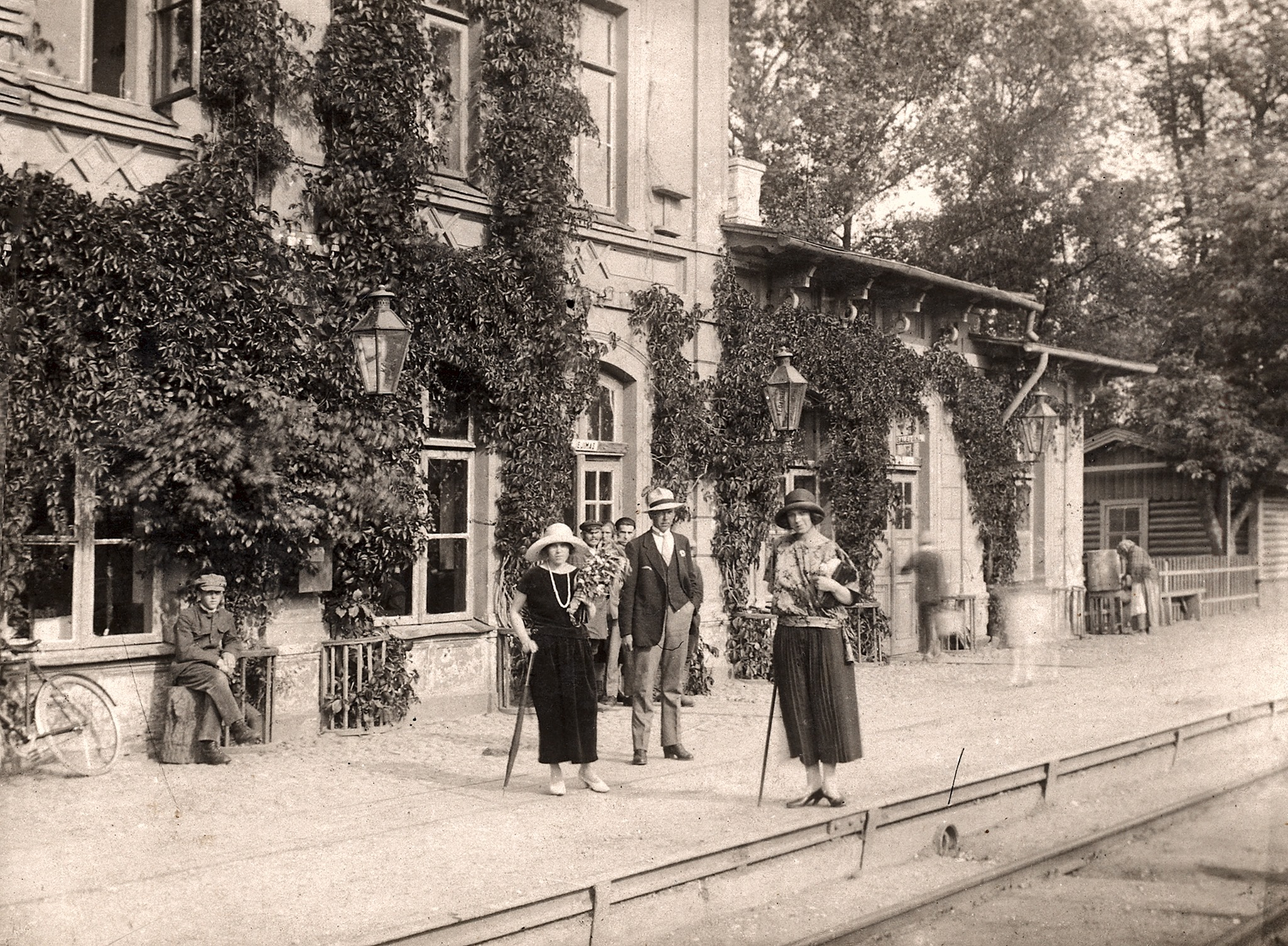
Вокзал в 1929 году
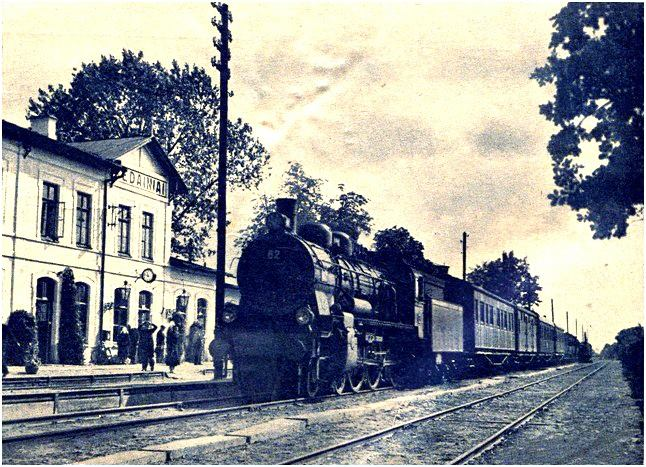
Вокзал в 1938 году
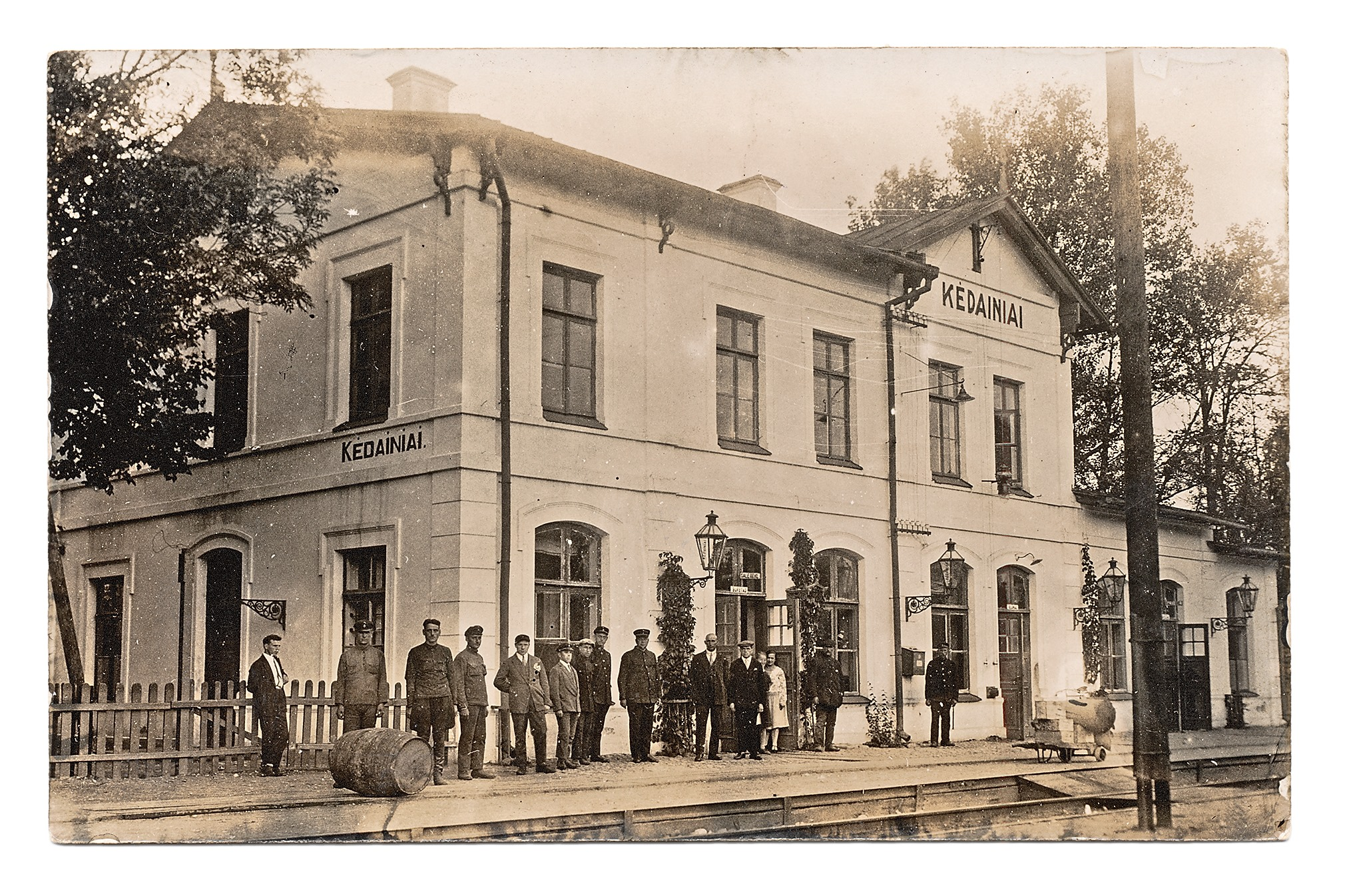
Вокзал в межвоенный период
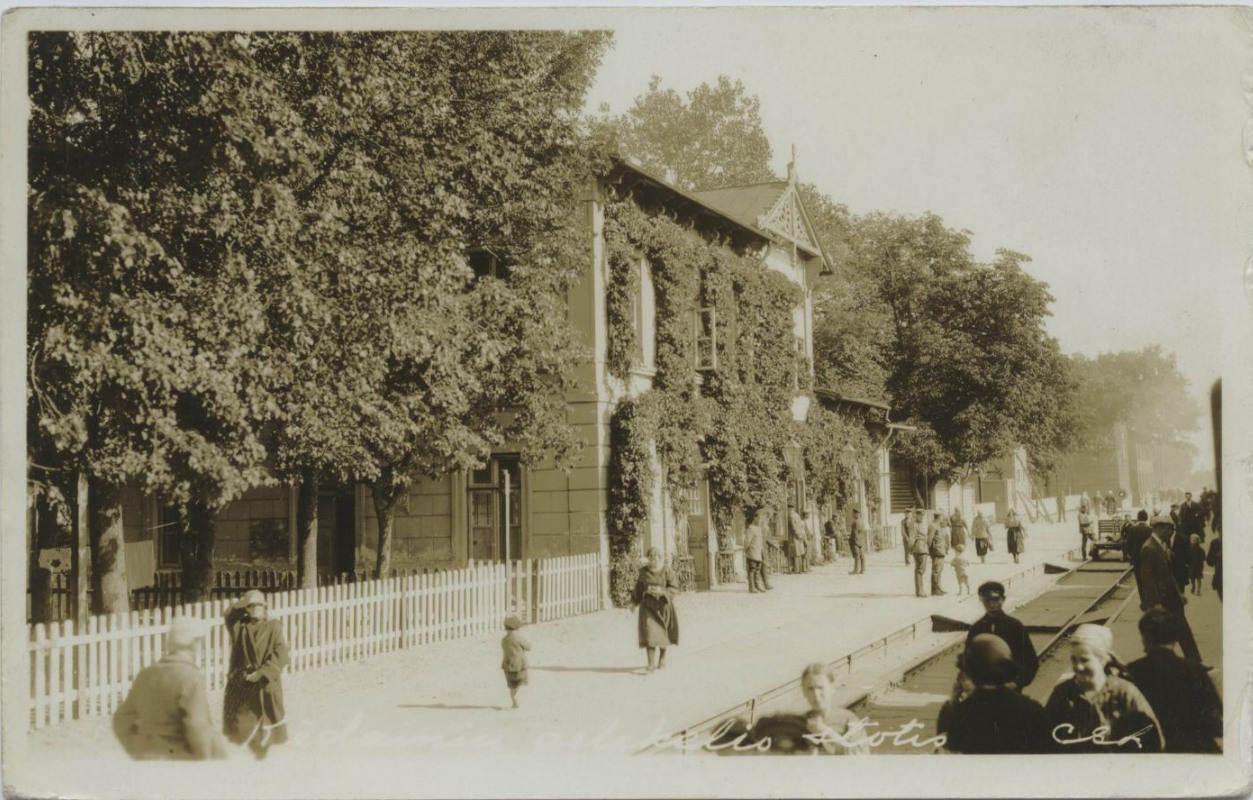
Вокзал в межвоенный период
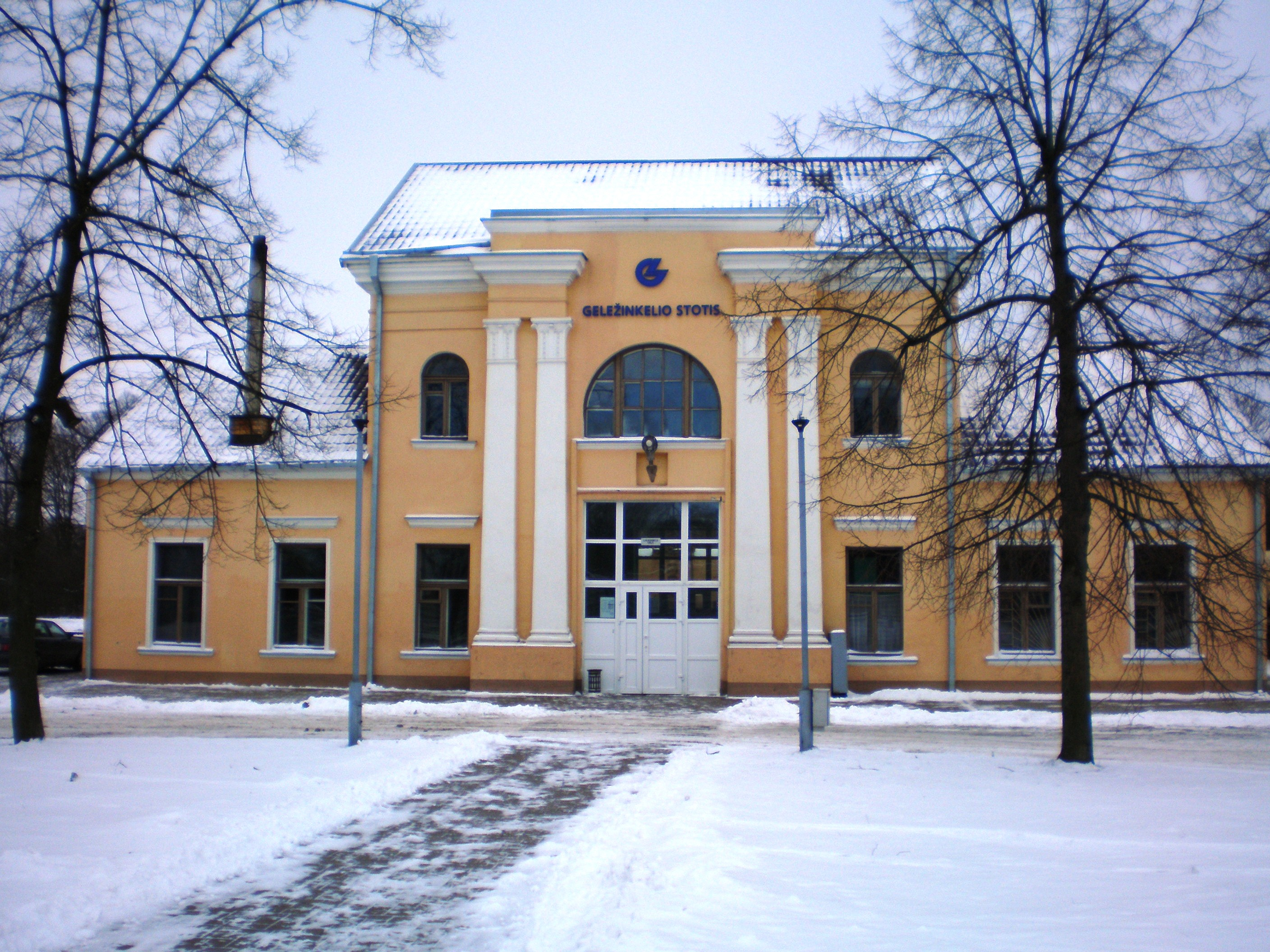
Вокзал в 2007 году
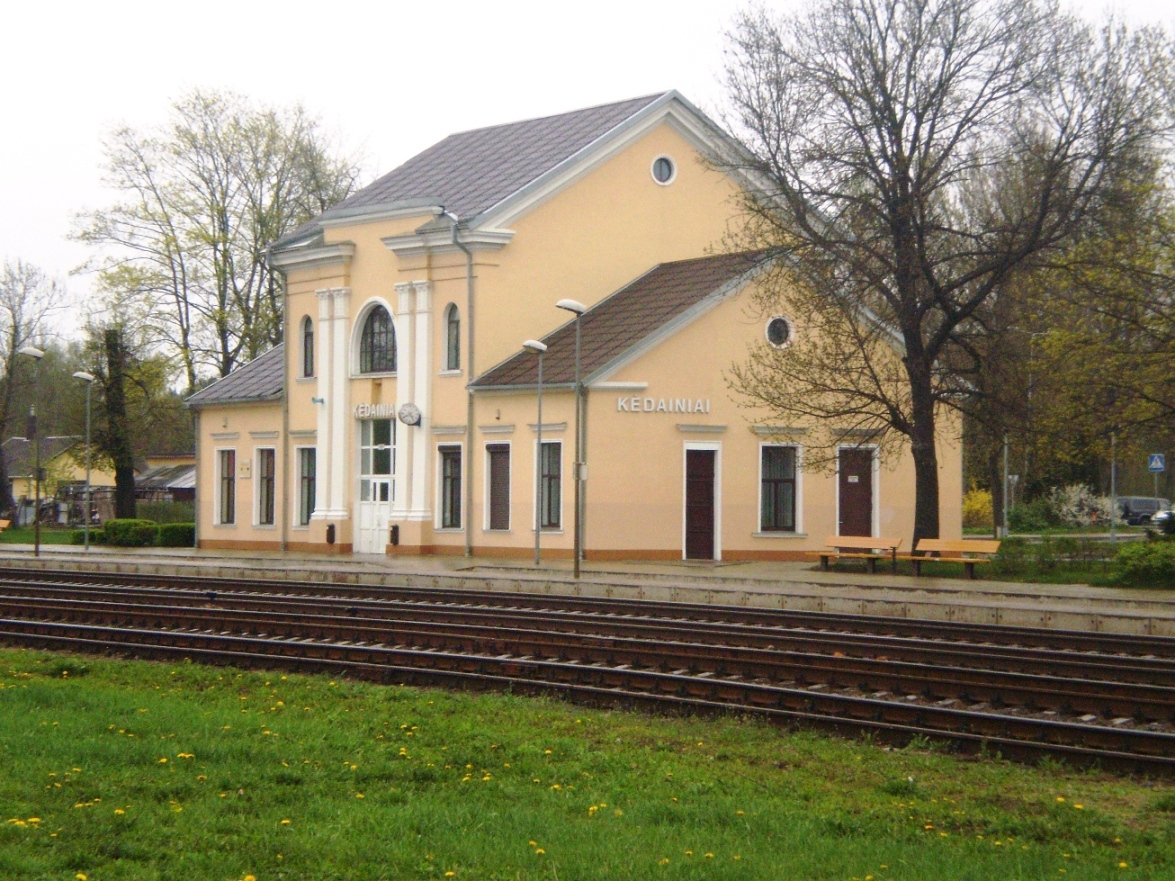
Вокзал в 2010 году